# Ровенское гетто
Еврейское гетто в городе Ровно, созданное нацистами в период оккупации Украины. Перед началом оккупации в Ровно проживали 25 тысяч евреев. Город был оккупирован 28 июня 1941. В июле-августе были убиты 3000 евреев. 6-7 ноября в шести километрах от Ровно,15-18 тысяч евреев были расстреляны в лесу Сосенки. В декабре 5 тысяч евреев были собраны и помещены в ровенское гетто .
Гетто было ликвидировано 13 июля 1942 года. Нескольким евреям удалось спастись и они присоединились к партизанам и в дальнейшем приняли участье в освобождение Ровно. Ровно был освобождён 5 февраля 1944 года. Выжившие евреи начали собираться в городе, и к концу 1944 в Ровно проживали 1200 евреев.

### Исторический фон
Город Ровно, является  центром  Ровенской области на Украине. 28 июня 1941 года город захватили немецкие войска. 20 августа 1941 город был объявлен столицей Рейхскомиссариата Украины. В начале оккупации в городе проживали 25 тысяч евреев, которые составляли половину населения города.

Когда нацисты захватили город, они произвели несколько расстрелов еврейского населения 9 и 12 июля 1941 года, чинами зондеркоманды 4А были расстреляны 240 евреев (в официальном немецком отчёте они были названы «большевистскими агентами» и« еврейскими функционерами»). 16 августа батальон полиции безопасности провёл акцию в Ровно, в ходе которой были расстреляны около 300 евреев. Самый кровавый расстрел произошёл 6-7 ноября, 15-18 тысяч евреев были расстреляны нацистами и членами ОУН в лесу Сосенки неподалёку от Ровно. Евреи были расстреляны 320-м батальоном полиции порядка с помощью подразделения айнзацкоманды 5.
«Подходя к Сосенкам, мы поняли. - Вспоминала одна из участниц той ужасной акции, - что мы пришли на смерть. Моим глазам открывалась кошмарная картина, от которой даже теперь, когда угроза смерти давно прошла, кровь стынет в жилах. Ров длиной метров 100 . Через ров перекинуты бревна. На бревнах, выстроившись друг за другом, стоит человек 10-20. Длинная очередь из автомата - и люди, как скошенные колосья, падают в яму» 
Остальные 5000 евреев которые владели профессиями, нужными оккупационной администрации, были собраны со своими семьями и помещены в гетто. Гетто было создано в декабре 1941 года в квартале Вола.
13 июля 1942 гетто было ликвидировано, евреи узники были вывезены под Костополь и расстреляны.
2 февраля 1944 года Ровно был освобождён от германских войск советскими войсками 1-го Украинского фронта в ходе Ровно-Луцкой операции.

### Жизнь в гетто
В гетто был назначен юденрат из 12-ти человек. Главой юденрата были назначены Моисей Бергман и Яаков (Леон) Сухарчук, они покончили жизнь самоубийством в конце 1941 потому что не хотели выдавать евреев по требованию нацистов. Евреи проживавшие в гетто должны были платить поборы немецким властям. В одной операции по изъятию денег, евреи Ровно были обязаны выплатить 12 млн. рублей. Также у евреев отнимали золото, драгоценности, мебель и одежду. Евреи продавали одежду для того чтобы получить немного еды .Наиболее ценные вещи отправляли в Германию, остальное отдавали или продавали по символическим ценам немецким военнослужащим и украинским полицейским. В гетто ввели многочисленные ограничения для евреев, в том числе евреи обязаны были носить отличительный знак.

### Уничтожение гетто
В гетто накапливали оружие, и действовали подпольные организации. В ночь 13 июля 1942 года в 22:00 в гетто была проведена «акция» подразделения СС и отряды украинской полиции окружили гетто, установили вокруг него прожектора и включили их. Бригады СС и украинская полиция разделились на маленькие группы, ворвались в дома и силой вытолкнули жителей, они загнали их в товарный поезд, вывезли под Костополь и расстреляли. Так было убито 5 тысяч евреев.
Всего за время оккупации были расстреляны более 20 тысяч евреев города.
Часть подпольщиков бежали, многих уничтожили в лесах немцы и украинские националисты, но некоторые смогли присоединиться к большим советским партизанским отрядам Д. Медведева, В. Бегмы и к Ровенскому партизанскому соединению №1; часть из них 5 февраля 1944 г. участвовали в боях за освобождение города.
В Ровно, так же как и во многих других городах и посёлках Западной Украины, массовые расстрелы евреев произошли при активной помощи коллаборационистов из украинской полиции и жандармерии.

### Свидетельства очевидцев
Немецкий инженер Герман Грабе был директором украинского филиала одной из немецких строительных фирм в Здолбунове Ровенской области. Он оказался в Ровно во время деловой поездки и в ночь на 13 июля 1942 года стал свидетелям уничтожения пяти тысяч евреев, находившихся в гетто этого города. Грабе дал об этом правдивые показания в Нюрнберге. Грабе пытался спасти евреев работавших под его начальством.
«13 июля, около 23-х часов, украинские полицаи под руководством эсэсовцев окружили ровенское гетто, установили вокруг него прожектора. Разделившись на небольшие группы, полицейские и эсэсовцы врывались в дома, ударами прикладов выбивали двери, если им не открывали достаточно быстро, или даже бросали в окна гранаты… Раздавались крики женщин, которые звали детей, и крики детей, которые потеряли родителей, но это мало волновало эсэсовцев, которые били несчастных и гнали их бегом в сторону вокзала, где ожидал товарный поезд. Людей заталкивали в вагоны. Надо всем этим стоял неистовый плач женщин, детей, слышались звуки ударов и выстрелов. Всю ночь под ударами бичей и при звуках стрельбы испуганные жители гетто метались специально освещёнными улицами. Можно было видеть, как женщины прижимали к себе иногда мёртвых детей, как дети несли куда-то мёртвых родителей, не желая оставить на надругательство их тела. Вдоль дороги были брошены десятки трупов-женщин, детей, стариков. Двери домов были раскрыты, окна выбиты, везде валялись одежда, обувь, разодранные сумки, чемоданы и другие жалкие «сокровища». В одном из домов я увидел полуголого ребёнка с разбитой головой, которому, по-видимому, не было и года»